# 영역 (해석학)
해석학에서 영역(領域, 영어: domain)은 해석학의 각종 정리에서 함수의 정의역으로 등장하는, 지나치게 이상하지 않은 점집합이다.

## 정의
일반적으로, 어떤 위상 공간의 영역은 (공집합이 아닌) 연결 열린 집합이다. 복소해석학에서 복소 영역(영어: complex domain)은 (표준적인 위상을 준) 복소평면의 영역을 뜻한다. 다변수 복소해석학에서는 복소 영역은 복소 공간 {\displaystyle \mathbb {C} ^{n}}의 영역을 뜻한다.
해석학의 대부분의 정리(그린 정리, 스토크스 정리 등)에서는 보통 영역 위에 정의된, 충분히 매끄러운 함수를 다루며, 이 경우 영역의 경계에 추가 조건(매끄러운 경계, 연속 미분 가능 경계 등)이 붙을 수 있다.

## 역사
콘스탄티노스 카라테오도리가 1918년에 도입하였다.
열린 점집합이 두 개의 열린 점집합의 합집합으로 나타낼 수 없다면, 연결 집합이라고 한다. 열린 연결 집합을 영역(독일어: Gebiet 게비트[*])이라고 한다.
Eine offene Punktmenge heißt zusammenhängend, wenn man sie nicht als Summe von zwei offenen Punktmengen darstellen kann. Eine offene zusammenhängende Punktmenge heißt ein Gebiet.— 